# NGC 4787
NGC 4787 é uma galáxia espiral (S0-a) localizada na direcção da constelação de Coma Berenices. Possui uma declinação de +27° 04' 06" e uma ascensão recta de 12 horas, 54 minutos e 05,8 segundos.
A galáxia NGC 4787 foi descoberta em 3 de Abril de 1867 por Heinrich Louis d'Arrest.